# رسول آزادانی
رسول آزادانی (Rasoul Azadani) یک انیماتور ایرانی، نورپرداز و هنرمند چیدمان است. او بیشتر به خاطر فعالیتش در استودیوی انیمیشن والت دیزنی شناخته شده‌است. در سال ۱۹۹۵ برای کار خود در پوکوهانتس در بخش «بهترین موفقیت فردی برای طراحی تولید در زمینه انیمیشن» نامزد دریافت جایزه آنی شد.

## زندگی و شغل
آزادانی در سال ۱۹۶۵ در شهر اصفهان متولد شد. وی پس از دریافت دیپلم دبیرستان، برای تحصیل در انیمیشن وارد کانون پرورش فکری کودکان و نوجوانان شد. آزادانی قبل از مهاجرت به ایالات متحده و در انستیتوی هنر کالیفرنیا تحصیل کرد، بعداً به عنوان مربی انیمیشن در این مؤسسه کار کرد. آزادانی به استودیوی انیمیشن والت دیزنی پیوست تا در سال ۱۹۸۵ به عنوان دستیار چیدمان فعالیت کند.
شخصیت رازول از فیلم انیمیشن دیزنی علاءالدین به نام آزادانی نامگذاری شده‌است. در فیلم، جعفر در ابتدا از عبارت «رسول آزادانی» برای بازکردن غار شگفتی‌ها استفاده می‌کرد، اما بعداً بریده شد.

## آثار
| سال  | فیلم                        | دستیار هنرمند طرح | چیدمان هنرمند | سرپرست طرح | سرپرست انیمیشن | طراح روشنایی | یادداشت                    |
| ---- | --------------------------- | ----------------- | ------------- | ---------- | -------------- | ------------ | -------------------------- |
| ۱۹۸۶ | کارآگاه موش بزرگ            | آری               |               |            |                |              |                            |
| ۱۹۸۷ | ماجراجویی سنجاب‌ها           |                   | آری           |            |                |              |                            |
| ۱۹۸۸ | گارفیلد و دوستان            |                   | آری           |            |                |              | ۲ قسمت                     |
| ۱۹۸۸ | الیور و دوستان              |                   | آری           |            |                |              |                            |
| ۱۹۸۹ | پری دریایی کوچولو           |                   | آری           |            |                |              |                            |
| ۱۹۹۰ | امدادگران: مأموریت زیرزمینی |                   | آری           |            |                |              |                            |
| ۱۹۹۱ | دیو و دلبر                  |                   | آری           |            |                |              |                            |
| ۱۹۹۲ | علاءالدین                   |                   |               | آری        |                |              |                            |
| ۱۹۹۵ | پوکوهانتس                   |                   |               | آری        |                |              |                            |
| ۱۹۹۷ | هرکول                       |                   | آری           | آری        |                |              |                            |
| ۱۹۹۹ | فانتازیا ۲۰۰۰               |                   |               | آری        |                |              | بخش " راپسودی به رنگ آبی " |
| ۲۰۰۰ | راپسودی در بلو              |                   | آری           |            |                |              |                            |
| ۲۰۰۰ | زندگی جدید امپراتور         |                   |               | آری        |                |              |                            |
| ۲۰۰۲ | سیاره گنج                   |                   |               | آری        |                |              |                            |
| ۲۰۰۷ | سیمپسونها                   |                   |               | آری        |                |              |                            |
| ۲۰۰۹ | شاهدخت و قورباغه            |                   |               | آری        | آری            | آری          |                            |
| ۲۰۰۹ | عروسک‌های آزادی              |                   |               |            |                |              | هنرمند توسعه تصویری        |
| ۲۰۱۱ | پو                          |                   |               | آری        |                |              |                            |
| ۲۰۱۲ | طولانی‌ترین مراقبت روزانه    |                   |               | آری        |                |              |                            |
| ۲۰۱۲ | مرد کاغذی                   |                   | آری           |            |                |              |                            |
| ۲۰۱۶ | موانا                       |                   | آری           |            |                |              |                            |
| ۲۰۱۹ | نفرت‌انگیز(اورست)            |                   |               |            |                |              | هنرمند توسعه تصویری اضافی  |

## جوایز
| سال  | جایزه     | کار کن     | دسته بندی                                             | نتیجه    |
| ---- | --------- | ---------- | ----------------------------------------------------- | -------- |
| 1995 | جوایز آنی | پوکاهونتاس | بهترین دستاورد فردی برای طراحی تولید در زمینه انیمیشن | نامزدشده |